# 伊梅林
伊梅林是波蘭的城鎮，位於該國南部，距離首府卡托維茲18公里，由西里西亞省負責管轄，面積28平方公里，2008年人口8,010。第二次世界大戰期間，納粹德國在1939年9月至1945年期間佔領該鎮。

## 外部連結
- Jewish Community in Imielin （页面存档备份，存于） on Virtual Shtetl

50°08′N 19°13′E / 50.133°N 19.217°E